# Élisabeth Roudinesco
Élisabeth Roudinesco, född 10 september 1944 i Paris, är en fransk historiker och psykoanalytiker av rumänsk börd. Hon är forskare vid Université Paris-Diderot och håller seminarier i psykoanalysens historia vid École normale supérieure. Roudinesco har bland annat publicerat biografier om Jacques Lacan och Sigmund Freud.
År 2013 förärades Roudinesco Hederslegionen och året därpå Prix Décembre och Prix des prix littéraires.